# ديفيد لوي (كاتب سير)
ديفيد لوي (بالإنجليزية: David Lowe)‏ هو كاتب سير أسترالي، ولد في 11 نوفمبر 1964 في ملبورن في أستراليا.